# Gabriel von Seidl
Gabriel von Seidl (Monaco di Baviera, 9 dicembre 1848 – Bad Tölz, 27 aprile 1913) è stato un architetto tedesco.

## Opere
- Villa per il pittore Franz von Lenbach;
- Bayerisches Nationalmuseum;
- Künstlerhaus;
- Frankoniabrunnen
- Chiesa parrocchiale di Sant'Anna;
- Rondellbauten in Karlsplatz;
- Deutsches Museum.